# París-Tours 2024
La 118.ª edición de la clásica ciclista París-Tours fue una carrera en Francia que se celebró el 6 de octubre de 2024 sobre un recorrido de 213,9 kilómetros con inicio en la ciudad de Chartres y final en la ciudad de Tours.
La carrera formó parte del UCI ProSeries 2024, calendario ciclístico mundial de segunda división, dentro de la categoría UCI 1.Pro y fue ganada por el francés Christophe Laporte del Visma | Lease a Bike. Completaron el podio, como segundo y tercer clasificado respectivamente, el checo Mathias Vacek del Lidl-Trek y el belga Jasper Philipsen del Alpecin-Deceuninck.

## Equipos participantes
Tomaron parte en la carrera 23 equipos: 11 de categoría UCI WorldTeam invitados por la organización, 8 de categoría UCI ProTeam y 4 de categoría Continental. Formaron así un pelotón de 156 ciclistas de los que acabaron 135. Los equipos participantes fueron:
| WorldTeams (11)- Alpecin-Deceuninck - Arkéa-B&B Hotels - Cofidis - Decathlon-AG2R La Mondiale - Groupama-FDJ - Intermarché-Wanty - Lidl-Trek - UAE Team Emirates - Team Visma \| Lease a Bike - Team dsm-firmenich PostNL - Astana Qazaqstan Team ProTeams (8)- Bingoal WB - Israel-Premier Tech - Lotto Dstny - Q36.5 Pro Cycling Team - TotalEnergies - Uno-X Mobility - Tudor Pro Cycling Team - Equipo Kern Pharma Equipos continentales (4)- Nice Métropole Côte d'Azur - Van Rysel-Roubaix - Saint Michel-Mavic-Auber 93 - CIC U Nantes Atlantique |
| |

## Clasificación final
- La clasificación finalizó de la siguiente forma:[3]

| \| Clasificación general \| Clasificación general \| Clasificación general \| Clasificación general \| Clasificación general \| \| Ciclista \| Ciclista \| Equipo \| Tiempo \| \| \| --------------------- \| --------------------- \| -------------------------- \| --------------------- \| --------------------- \| \| 1.º \| Christophe Laporte \| Team Visma \\| Lease a Bike \| 5 h 00 min 27 s \| \| \| 2.º \| Mathias Vacek \| Lidl-Trek \| + 0 s \| \| \| 3.º \| Jasper Philipsen \| Alpecin-Deceuninck \| + 21 s \| \| \| 4.º \| Mike Teunissen \| Intermarché-Wanty \| + 21 s \| \| \| 5.º \| Alexis Renard \| Cofidis \| + 21 s \| \| \| 6.º \| Cees Bol \| Astana Qazaqstan Team \| + 21 s \| \| \| 7.º \| Arnaud De Lie \| Lotto Dstny \| + 21 s \| \| \| 8.º \| Tom Van Asbroeck \| Israel-Premier Tech \| + 21 s \| \| \| 9.º \| Fabio Christen \| Q36.5 Pro Cycling Team \| + 21 s \| \| \| 10.º \| Anthony Turgis \| TotalEnergies \| + 21 s \| \| |                    |                            |                 |
| |                    |                            |                 |
| Fuente: ProCyclingStats |                    |                            |                 |
| Clasificación general |                    |                            |                 |
| Ciclista | Ciclista           | Equipo                     | Tiempo          |
| 1.º | Christophe Laporte | Team Visma \| Lease a Bike | 5 h 00 min 27 s |
| 2.º | Mathias Vacek      | Lidl-Trek                  | + 0 s           |
| 3.º | Jasper Philipsen   | Alpecin-Deceuninck         | + 21 s          |
| 4.º | Mike Teunissen     | Intermarché-Wanty          | + 21 s          |
| 5.º | Alexis Renard      | Cofidis                    | + 21 s          |
| 6.º | Cees Bol           | Astana Qazaqstan Team      | + 21 s          |
| 7.º | Arnaud De Lie      | Lotto Dstny                | + 21 s          |
| 8.º | Tom Van Asbroeck   | Israel-Premier Tech        | + 21 s          |
| 9.º | Fabio Christen     | Q36.5 Pro Cycling Team     | + 21 s          |
| 10.º | Anthony Turgis     | TotalEnergies              | + 21 s          |

## Ciclistas participantes y posiciones finales
Convenciones:
- AB-N: Abandono en la etapa "N"
- FLT-N: Retiro por llegada fuera del límite de tiempo en la etapa "N"
- NTS-N: No tomó la salida para la etapa "N"
- DES-N: Descalificado o expulsado en la etapa "N"

## UCI World Ranking
La París-Tours otorgó puntos para el UCI World Ranking para corredores de los equipos en las categorías UCI WorldTeam, UCI ProTeam y Continental. Las siguientes tablas son el baremo de puntuación y los diez corredores que obtuvieron más puntos:
| Posición              | 1.º | 2.º | 3.º | 4.º | 5.º | 6.º | 7.º | 8.º | 9.º | 10.º | 11.º | 12.º | 13.º | 14.º | 15.º | 16.º-30.º | 31.º-40.º |
| Clasificación general | 200 | 150 | 125 | 100 | 85  | 70  | 60  | 50  | 40  | 35   | 30   | 25   | 20   | 15   | 10   | 5         | 3         |

| Clasificación |                    |                       |         |
| Posición      | Ciclista           | Equipo                | General |
| ------------- | ------------------ | --------------------- | ------- |
| 1.º           | Christophe Laporte | Visma \| Lease a Bike | 200     |
| 2.º           | Mathias Vacek      | Lidl-Trek             | 150     |
| 3.º           | Jasper Philipsen   | Alpecin-Deceuninck    | 125     |
| 4.º           | Mike Teunissen     | Intermarché-Wanty     | 100     |
| 5.º           | Alexis Renard      | Cofidis               | 85      |
| 6.º           | Cees Bol           | Astana Qazaqstan      | 70      |
| 7.º           | Arnaud De Lie      | Lotto Dstny           | 60      |
| 8.º           | Tom Van Asbroeck   | Israel-Premier Tech   | 50      |
| 9.º           | Fabio Christen     | Q36.5                 | 40      |
| 10.º          | Anthony Turgis     | TotalEnergies         | 35      |